# The Valentinos
The Valentinos, amerikansk soulgrupp bestående av fem bröder: Bobby Womack, Cecil Womack, Harry Womack, Friendly Womack Jr., och Curtis Womack. 
Utvecklades ur gospelgruppen The Womack Brothers och hade på 1950- och 60-talen en rad hits på de amerikanska R&B-listorna.
Gruppen kom ursprungligen från Cleveland, Ohio, och upptäcktes i slutet av 1950-talet av Sam Cooke som gav dem kontrakt med hans skivbolag SAR Records. Bland deras låtar finns It' s all over now, skriven av Bobby Womack och hans svägerska Shirley Womack, som The Rolling Stones senare gjorde en cover på. Efter Cookes död 1964 gav de ut skivor på bolaget Chess Records.
The Valentinios fortsatte som grupp fram till mitten av 1970-talet.